# Heinz Sandauer
Heinz Sandauer   (Viena, 9 de gener de 1911 - Viena, 5 d'agost de 1979) va ser un director, compositor i escriptor austríac.

## Biografia
Heinz Sandauer va estudiar a l'Acadèmia de Música i Arts Escèniques de Viena. El seu professor de composició va ser el compositor austríac i professor de música el professor Joseph Marx, de qui més tard va organitzar diverses peces musicals, com ara l'Himne d'Any Nou per a cor mixt, orgue i orquestra de 1914. Sandauer ja era actiu com a arranjador de compositors famosos com Franz Lehár, Emmerich Kálmán i Robert Stolz als anys vint. Amb el seu propi conjunt, aviat va enregistrar nombroses peces musicals en discos de viníl (de vegades amb un nom de fantasia, com l'orquestra de ball de Harry). Els cantants de pop de l'època, com Austin Egen, Max Hansen, Gloria Astor i l'estrella infantil Evi Bodo, eren els seus acompanyants.
Com a compositor, Heinz Sandauer va participar principalment en el negoci del cinema. Entre 1936 i 1958 va crear la música cinematogràfica per a prop de 30 pel·lícules alemanyes. Però la música per a concerts, com ara un concert en Do major per a bateria i orquestra, solos de piano i música de ballet, també formen part de la seva obra, així com nombroses cançons i èxits vienesos.
La relació de Heinz Sandauer amb la ràdio austríaca va començar als anys vint. Inicialment va treballar a "Radio Verkehrs AG (RAVAG)", la primera emissora de ràdio austríaca. El 1937 fou ascendit a director de lOrquestra de la Ràdio de Viena. La carrera de radiodifusió va continuar després de la Segona Guerra Mundial. Inicialment va treballar a l'estació vermell-blanc-vermell de les forces d'ocupació nord-americanes, i més tard també a la "Austrian Broadcasting Corporation" (ORF). Va assolir un gran èxit als anys setanta amb el "Kleiner Wiener Rundfunkorchester" i l'emissió setmanal en directe "Im Konzertkaffee" des de l'AEZ de Viena. Sandauer també havia descobert el famós emcee vienès Heinz Conrads.
El 1963, Heinz Sandauer va ser nomenat professor a la Universitat de Música i Arts Escèniques (com ara es deia l'antiga Acadèmia de Viena). Va ensenyar música popular i jazz. Com a professor de música també va aparèixer en forma de llibre al públic: va escriure l'obra 'The Jazz Pianist. The way to modern piano playing (1950) i el manual d'instrumentació pràctica per a grans orquestres, música de metall i orquestres de jazz (1965).
Heinz Sandauer tenia una altra àrea d'interès, a saber, l'astrologia. A més d'una guia d'astrologia per a tothom, va escriure (juntament amb Nathalie Sandauer) dotze guies del zodíac astrològic (una per cada signe del zodíac) als anys setanta. El llibre History, Directed by the Stars va seguir el 1978. En aquesta Anàlisi astrològica de l'Occident (subtítol), va tractar l'ascens i la caiguda d'Adolf Hitler en diverses pàgines. Amb la constel·lació d'estrelles de Hitler, Sandauer no només justifica el seu caràcter, sinó també el seu efecte i les seves accions. Exemple: "Plutó i Neptú mostren a aquest home com un seductor amb poders màgics, una violenta barreja d'entusiasme i engany, a la qual va sucumbir no només el medi ambient, sinó ell mateix".
Al "Schubertpark" de Viena (districte 18) hi ha un bust en memòria del professor Heinz Sandauer.